# کاشیئی کوهئی
کاشیئی کوهیئی (انگلیسی: Kōhei Kashii; ۲۵ ژانویهٔ ۱۸۸۱ – ۳ دسامبر ۱۹۵۴)سپهبد نیروی زمینی امپراتوری ژاپن اهل استان فوکوئوکا بود.